# Wahlen zum Repräsentantenhaus der Vereinigten Staaten 1946
Bei den Wahlen zum Repräsentantenhaus der Vereinigten Staaten 1946 wurden am 5. November 1946 die Abgeordneten des Repräsentantenhauses gewählt. Im Bundesstaat Maine fand die Wahl bereits am 9. September statt. Die Wahlen waren Teil der allgemeinen Wahlen zum 80. Kongress der Vereinigten Staaten in jenem Jahr, bei denen auch ein Drittel der US-Senatoren gewählt wurden. Da die Wahl etwa in der Mitte der ersten Amtszeit des Demokratischen Präsidenten Harry S. Truman stattfand (Midterm Election), galt sie auch als Votum über Trumans bisherige Politik.
Zum Zeitpunkt der Wahl bestanden die Vereinigten Staaten aus 48 Bundesstaaten. 435 Abgeordnete waren zu wählen. Die Sitzverteilung basierte auf der Volkszählung von 1940.
Die Republikaner gewannen 246 Sitze, 57 mehr als bei der Wahl zuvor. Die Demokraten verloren 56 Sitze und erhielten 188 Sitze. Sie verloren die absolute Mehrheit, die sie seit 1931 gehalten hatten.
Der im April 1945 nach dem Tod von Franklin D. Roosevelt ins Amt gekommene Präsidenten Harry S. Truman genoss von Anfang an nicht die Popularität seines Vorgängers. Hinzu kamen sein umstrittenes Vorgehen in verschiedenen Arbeitskämpfen jener Zeit und die umstrittene Aufhebung der vormals kriegsbedingten Preiskontrollen, vor allem bei Lebensmitteln.
Vor allem in den Südstaaten knüpften Gesetze das Wahlrecht an ein bestimmtes Mindest-Steueraufkommen. Dadurch hatten ärmere Weiße und viele Nicht-Weiße (unter anderem Afro-Amerikaner) kein Wahlrecht. Diese Einschränkungen galten bis zur Verabschiedung des 24. Zusatzartikel zur Verfassung der Vereinigten Staaten im Januar 1964.

## Wahlergebnis
- Demokratische Partei 188 (244) Sitze
- Republikanische Partei 246 (189) Sitze
- Wisconsin Progressive Party: 0 (1)
- Sonstige: 1 (1)

Gesamt: 435 (435)
In Klammern sind die Ergebnisse der letzten Wahl zwei Jahre zuvor. Veränderungen im Verlauf der Legislaturperiode, die nicht die Wahlen an sich betreffen, sind bei diesen Zahlen nicht berücksichtigt, werden aber im Artikel über den 80. Kongress im Abschnitt über die Mitglieder des Repräsentantenhauses bei den entsprechenden Namen der Abgeordneten vermerkt. Das Gleiche gilt für Wahlen in Staaten, die erst nach dem Beginn der Legislaturperiode der Union beitraten. Daher kommt es in den Quellen gelegentlich zu unterschiedlichen Angaben, da manchmal Veränderungen während der Legislaturperiode in die Zahlen eingearbeitet wurden und manchmal nicht.

## Weblink
- Party Divisions of the House of Representatives, 1789 to Present. In: History, Art and Archives. United States House of Representatives (englisch).